# گرت ام.براون
گرت ام.براون (به انگلیسی: Garrett M. Brown) (زاده ۷ نوامبر ۱۹۴۸) بازیگر آمریکایی است.
از فیلم‌های معروف او می‌توان به بازی در فیلم کیک-اس ۲ اشاره کرد.